# 西比拉 (耶路撒冷女王)

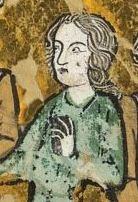
西比拉

西比拉（Sibylla，約1159年—1190年7月25日）是1186年至1190年的耶路撒冷女王。她與丈夫吕西尼昂的居伊一起統治，儘管他在耶路撒冷王國的男爵中不受歡迎，但她堅定地支持於他。
西比拉是艾默里一世的長女，也是考特尼的艾格尼絲唯一的女兒。她的父親於1174年去世，使她成為她弟弟鮑德溫四世成為國王的繼承人。當13歲的鮑德溫患上麻風病的事實被眾人所知曉後，西比拉的婚姻問題變得緊迫起來。1176年末，攝政王的黎波里的雷蒙三世伯爵安排她嫁給蒙費拉托的長劍威廉，但威廉在1177年去世，留下了懷孕的西比拉，此時她領有雅法和阿斯卡隆伯國。
在生下一個兒子鮑德溫後不久，西比拉開始在公共活動中與她的兄弟聯繫在一起，從而被指定為王位的下一個繼承人。西比拉與居伊的第二次婚姻是在1180年由她的兄弟安排的，這可能會挫敗雷蒙德策劃的政變，但它深深地分裂了貴族。到1183年，鮑德溫國王已經完全殘疾，並對居伊的性格和領導能力感到失望。為了阻止居伊繼位，他讓西比拉的兒子加冕為共同國王，以此並試圖將西比拉與蓋伊分開，但她拒絕了。
西比拉的兄弟鮑德溫四世於1185年去世，此前他任命雷蒙為鮑德溫五世的攝政王，而不是西比拉或居伊。年幼的國王於次年去世，西比拉迅速採取行動，反對雷蒙奪取王位。她同意她的支持者的要求，將蓋伊放在一邊，條件是她可以選擇她的下一任丈夫。在1186年9月中旬的加冕典禮上，她選擇了蓋伊並親自為他加冕。1187年，薩拉丁利用王國的不和入侵，將耶路撒冷王國除了提爾之外的領土全部攻陷。西比拉之後拜訪了薩拉丁，使得她在哈丁戰役中被俘虜的丈夫得以釋放。她和他們的女兒一起死於圍攻阿克時十字軍陣地爆發的一場流行病。